# Casino Español de Iquique
El Casino Español de Iquique es un Casino Español ubicado en la ciudad chilena de Iquique. Creado en 1890 como La Estudiantina Española, en 1892 cambió su nombre por Sociedad Recreativa Casino Español. Sus instalaciones, ubicadas en una casona de interés patrimonial situada frente a la Plaza Arturo Prat, se inauguraron en 1904.

## Historia

### Sociedad Recreativa Casino Español
El 26 de marzo de 1890 se creó en Iquique La estudiantina Española, agrupación integrada por miembros de la colectividad española que tenían en la Región de Tarapacá una fuerte representación comercial y social. En 1892, en una reunión general de sus socios, se decidió cambiar su nombre por el de Sociedad Recreativa Casino Español, así como una reforma de sus estatutos. Así, el 21 de febrero de ese año, se inauguró la nueva organización, con Manuel Chinchilla como presidente de la nueva directiva.
Para el 10 de diciembre de 1896, la primera sede oficial del Casino Español era una dependencia arrendada a los Bomberos, y se situaba en los altos de la compañía de Bomberos Iberia N.°1. Durante sus primeros 10 años de existencia, la Sociedad Recreativa Casino Español aumentó considerablemente su número de socios, por lo que se hizo necesario contar con un nuevo espacio de reunión, que incluían no solo a socios sino también a personas que asistían a sus frecuentes fiestas sociales.
De este modo, el 2 de agosto de 1902, la Junta Directiva acordó por unanimidad una oferta límite de $11201 pesos chilenos de la época por el pago de un terreno que se remataría frente a la Plaza Arturo Prat, propiedad de los hermanos Buchanan y otros.
La personería jurídica de la institución se oficializó el 12 de septiembre de 1908, por decreto del Ministerio de Justicia bajo el mandato del presidente Pedro Montt.

### Edificio del Casino Español
Tras ganar el remate, comenzó la construcción del actual edificio del Casino Español de Iquique, obra del arquitecto Miguel Retornano y que fue finalmente inaugurado el 10 de julio de 1904. Los bajos del edificio incluyen un hall y un espacio originalmente utilizado como sala de juegos.
El edificio fue construido enteramente en madera de pino, siguiendo un estilo morisco. Su interior fue decorado por el pintor y sindicalista chileno Sixto Rojas Acosta ininterrumpidamente entre 1911 y 1914. Las paredes de su interior fueron pintadas a mano y ambientadas en el Real Alcázar de Sevilla, en el sur de España. El pintor utilizó estuco y madera policromada, y además incluyó diversos óleos para adornar las paredes. En el primer piso se incluyen también varios óleos que ilustran pasajes de Don Quijote de la Mancha, pintados en 1908 por el español Vicente Tordecillas. Más tarde, entre 1930 y 1936, Sixto Rojas volvió a trabajar en el Casino, bajo la presidencia de Jerónimo Lorenzo. En 1930, en el primer piso se incorporaron reproducciones propias de los cuadros Primer desembarco de Cristóbal Colón en América y La rendición de Granada. En 1931, se hizo lo mismo en el segundo piso, con Los últimos días de Numancia, Embajadores vascos y Entrada de Roger de Flor en Constantinopla. Rojas pintó además tres cuadros que representan damas típicas españolas de la época: La maja, La sevillana, y La charra. El 8 de marzo de 1934, al pintor se le encomendó la decoración de toda la cúpula central, la que fue diseñada por el arquitecto Hurt Burchold y construida por Pedro Donaggio en 1933.
El edificio ha sobrevivido varios terremotos en la región. Actualmente cuenta con instalaciones para el Club Social, así como salones de eventos y un área de cafetería y restaurante. Los meses de octubre se suelen realizar en el recinto varias actividades en conmemoración del mes de la Hispanidad. También desde los años 2010, se suelen organizar visitas guiadas al edificio para el Día del Patrimonio, durante los meses de mayo.
|                        |
| Restaurante del Casino |

|                        |
| Restaurante del Casino |

|                   |
| Cúpula del Casino |